# ウィリアム・ミッテン

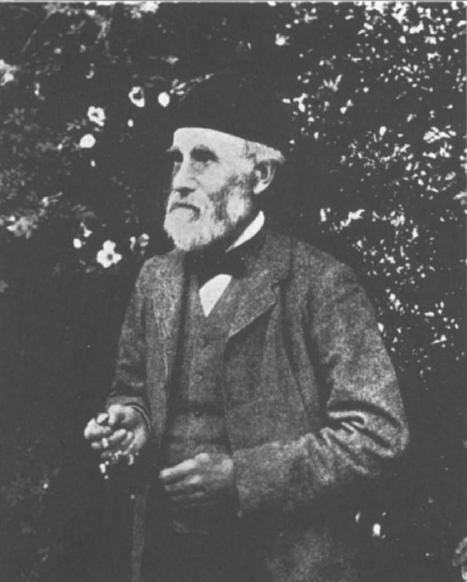
ウィリアム・ミッテン

ウィリアム・ミッテン（William Mitten、1819年11月30日 - 1906年7月27日）はイギリスの薬剤師、コケ類の収集家である。19世紀後半におけるコケ類研究のパイオニアのひとりである。

## 略歴
サセックスのハーストピアポイントに生まれた。自らはイギリスを離れることは殆ど無かったが、リチャード・スプルースやアルフレッド・ラッセル・ウォレスが南米など世界各地で採集した標本や、他のコレクターから入手したコケ類、地衣類の50,000点のコレクションを作り上げた。ウォレスは後に、ミッテンの娘と結婚した。ミッテンの没後、ミッテンのコレクションはニューヨーク植物園によって購入された。

## 著作
- http://sciweb.nybg.org/science2/libr/finding_guide/mitten.asp1862. On some new species of musci and hepaticæ in the herbarium of Sir W.J. Hooker, collected in tropical Africa, chiefly by the late Dr. Vogel and Mr. Barter. 8 pp.